# Ellice Ridge
Die Ellice Ridge (Ellice Basin Extinct Ridge) ist ein ozeanischer Höhenzug im Pazifik, dessen höchste Erhebungen zu den Ellice-Inseln (dem heutigen Tuvalu) zählen.

## Geographie
Der Höhenrücken ist Nordwest-Südöstlich orientiert und gehört zu den Verwerfungen, die das Ellice-Tiefseebecken unterteilen. Die Struktur hat sich entweder durch aufbrüche in einer Verwerfung oder aufgrund von Spannungen entlang einer stark segmentierten Axe gebildet (Pacific-Bellinghausen spreading centre). Man schätzt die Entstehung auf 86 Mio. Jahre.